# Kottingbrunn
Kottingbrunn è un comune austriaco di 7 411 abitanti nel distretto di Baden, in Bassa Austria; ha lo status di comune mercato (Marktgemeinde).

## Monumenti e luoghi d'interesse
- Castello di Kottingbrunn